# Asura flaveola
Asura flaveola là một loài bướm đêm thuộc phân họ Arctiinae, họ Erebidae.